# Космос-2140
Космос-2140 је један од преко 2400 совјетских вјештачких сателита лансираних у оквиру програма Космос.
Космос-2140 је лансиран са космодрома Тјуратам, Бајконур, СССР, 4. априла 1991. Ракета-носач Протон је поставила сателит у орбиту око планете Земље. Маса сателита при лансирању је износила 1400 килограма. Космос-2140 је био ГЛОНАСС навигациони сателит.